# Toplokrvnost
Toplokŕvna živál je žival s stalno telesno temperaturo, ki načeloma ni odvisna od temperature okolice. Poglavitna vira toplote sta hrana in toplota zunanjega okolja. Kadar količnika (hrana in toplota zunanjega okolja) ne zadostujeta (npr. pozimi), preidejo nekatere živali v zimsko spanje. Toplokŕvnost jim omogoča naseljevanje na hladnih območjih Zemlje. Med toplokrvne živali sodijo ptice in sesalci.

## Galerija
- Orjaški panda oz. bambusni medved (Ailuropoda melanoleuca)
- Šobar ali termitski medved (Melursus ursinus)
- Očalar ali andski medved (Tremarctos ornatus)
- Baribal ali ameriški črni medved (Ursus americanus)
- Grizli (Ursus arctos horribilis )
- Polarni medved oz. beli medved (Ursus maritimus)
- Ogrličar ali azijski črni medved (Ursus thibetanus)